# Tarzan et les Sirènes
Pour les articles homonymes, voir Tarzan (homonymie).
Série
Tarzan et la Chasseresse
Pour plus de détails, voir Fiche technique et Distribution.
Tarzan et les Sirènes (Tarzan and the Mermaids) est un film  américain réalisé par Robert  Florey, sorti en 1948. 

## Synopsis
Varga un vil commerçant sans scrupules se fait passer pour le dieu Balou dans un petit village de pêcheurs de perles. Pour ne pas l’épouser Mara, une jeune indigène s’enfuit dans la jungle où elle rencontre Tarzan.

## Fiche technique
- Titre original : Tarzan and the Mermaids, (complet : Edgar Rice Burroughs' Tarzan and the Mermaids)
- Mise en scène : Robert Florey
- Assistant réalisateur : Bert Briskin
- Sujet et scénario : Carroll Young
- D’après les personnages d'Edgar Rice Burroughs
- Images : Jack Draper
- Costumes : Norma Koch
- Producteur : Sol Lesser
- Musique : Dimitri Tiomkin
- Pays de production : États-Unis
- Production : Sol Lesser Productions
- Distributeur : RKO Radio Pictures
- Montage : Peter Tanner
- Genre : Aventure
- Durée : 68 minutes (version française)
- Dates de sortie : 
  - États-Unis : 29 mars 1948 (New York)
  - États-Unis : 27 avril 1948 (Los Angeles)
  - États-Unis : 15 mai 1948
  - Canada : 28 juin 1948 (Toronto)

## Distribution
- Johnny Weissmuller  (VF :  Raymond Loyer) : Tarzan
- Brenda Joyce  (VF :  Camille Fournier) : Jane
- George Zucco  (VF :  Richard Francoeur) : Palanth, le grand prêtre
- Andrea Palma  (VF :  Marianne George) : Luana, mère de Mara
- Fernando Wagner   (VF : Roger Til) : Varga
- Linda Christian  (VF :  Marcelle Lajeunesse ) :  Mara
- Matthew Boulton : le gouverneur
- John Laurenz  (VF : Serge Lhorca) : Benji
- Edward Ashley  (VF :  Maurice Dorleac) : commissioner
- Gustavo Rojo : Tiko
- Ana Luisa Peluffo : une sirène
- Narration : Jacques Beauchey
- Angel Garcia : doublure de Johnny Weissmuller